# Driouch
Driouch (arabiska: الدريوش) är en stad i Marocko. Den ligger i provinsen med samma namn och regionen Oriental, 300 km öster om huvudstaden Rabat. Antalet invånare var 14 741 vid folkräkningen 2014.